# Khrist Kopetzky
Pas d'image ? Cliquez ici

a Compétitions nationales et continentales officielles uniquement.

b Matchs officiels uniquement.
Dernière mise à jour le 20 septembre 2018.
Khrist Kopetzky, né le 5 février 1982 à Saintes (Charente-Maritime), est un joueur de rugby à XV et à sept français, qui évolue principalement au poste de demi de mêlée (1,70 m pour 75 kg).

## Carrière
- US Cognac
- Section paloise
- SU Agen
- 2003-2006 : Stade bordelais
- 2006-2007 : UA Gaillac
- 2007-2010 : Tarbes Pyrénées
- 2010-2012 : Blagnac
- 2012-2013 : Limoges

## Palmarès
- Équipe de France de rugby à sept (participation aux tournois de Wellington/Los Angeles et Paris/Londres en 2006 et Wellington/Los Angeles, Londres et Édimbourg en 2007)